# Върбени (дем Лерин)
 Тази статия е за селото в дем Лерин.  За други значения на Върбени вижте Върбени.  За други значения на Итеа вижте Итеа.
Въ̀рбени или Долно Въ̀рбени (на гръцки: Ιτέα, Итеа, до 1926 година Βύρμπενη, Вирбени) е село в Република Гърция, в дем Лерин (Флорина), област Западна Македония.

## География
Селото е разположено в Леринското поле, на 17 километра североизточно от демовия център Лерин (Флорина) на Стара река (Палиорема).

## История

### В Османската империя
В края на XX век Върбени (или Долно Върбени, за да се различава от Горно Върбени (Екши Су) е чисто българско село. В 1848 година руският славист Виктор Григорович описва в „Очерк путешествия по Европейской Турции“ Вербини като българско село. В 1861 година Йохан фон Хан на етническата си карта на долината на Вардар отбелязва Вербени като българско село. В „Етнография на вилаетите Адрианопол, Монастир и Салоника“, издадена в Константинопол в 1878 година и отразяваща статистиката на населението от 1873 година Долно Върбени (Dolno-Vrbéni) е посочено като село с 200 домакинства с 615 жители българи. Според Стефан Веркович в 1889 година във Върбени живеят 152 семейства със 732 души българи.
Ръководител на местния комитет на ВМОРО е поп Георги Везенков. По време на Илинденското въстание в селото е убит Филип Маврев, а четниците от Върбени Миленко Толев и Стефо Трайков загиват.
Според статистиката на Васил Кънчов („Македония. Етнография и статистика“) в 1900 година Върбени (Долно Върбени) има 690 жители българи.
На Етнографската карта на Битолския вилает на Картографския институт в София от 1901 година Върбени е чисто българско село в Леринската каза на Битолския санджак със 75 къщи.
Българският свещеник Георги дава информация на владиката Григорий Пелагонийски за турските зулуми при потушаването на Илинденското въстание при обиколката му из Леринско през ноември 1903 година.
В началото на XX век цялото село е под върховенството на Българската екзархия. По данни на секретаря на екзархията Димитър Мишев („La Macédoine et sa Population Chrétienne“) в 1905 година в селото има 624 българи екзархисти. Върбенци не се отказват от екзархията чак до Балканската война.
В първите дни на април 1908 година властта претърсва селото, като обиските са съпроводени с изтезния и насилие.
При избухването на Балканската война в 1912 година трима души от Върбени са доброволци в Македоно-одринското опълчение.

### В Гърция
През Балканската война в селото влизат гръцки войски и след Междусъюзническата то остава в Гърция. За кратко селото е освободено от българската армия по време на Първата световна война, за да бъде отново върнато в Гърция по Ньойския договор. Боривое Милоевич пише в 1921 година („Южна Македония“), че Върбени (Врбени) има 80 къщи славяни християни. В 1926 година името на селото е преведено на гръцки като Итеа (върба). През същата година 44-годишният Михаил Стефовски и 50-годишният Павле Мирчев стават жертва на терора на гръцките окупатори.
През 1940 година гръцкото жандармерийско управление в Лерин съставя списък на лицата, чието национално съзнание е „опасно за държавата“ и в него влизат семействата на Лазар Николов и Вангел Мавров от Върбени. След разгрома на Гърция от Нацистка Германия през април 1941 година във Върбени е установена българско общинско самоуправление. След изтегянето на германците 12-те души, участвали в общинския съвет са разстреляни на площада в селото. В 1946 година 60 души от Върбени са съдени за членство в „Охрана“ от Леринския съд.
Намаляването на жителите на селото през 60-те се дължи на силна емиграция отвъд океана. Според изследване от 1993 година селото е чисто „славофонско“, като „македонският език“ в него е запазен на ниско ниво.
В селото има три църкви – „Успение Богородично“ (1930), „Рождество Богородично“ (1912) и „Свети Николай“.
| Име             | Име          | Ново име     | Ново име       | Описание                  |
| --------------- | ------------ | ------------ | -------------- | ------------------------- |
| Крива Довашка   | Κριβαδόβασκα | Пану Николау | Πάνου Νικολάου | местност на С от Върбени  |
| Манче или Марче | Μάρτσε       | Марица       | Μαρίτσα        | местност на СИ от Върбени |

### Преброявания
- 1913 – 677 жители
- 1920 – 548 жители
- 1928 – 677 жители
- 1940 – 891 жители
- 1951 – 960 жители
- 1961 – 927 жители
- 1971 – 733 жители
- 1981 – 713 жители
- 2001 – 650 жители
- 2011 – 542 жители

## Личности
Родени във Върбени
- Андон Иванов (1870 – ?), македоно-одрински опълченец, Нестроева рота на Шеста охридска дружина[22]
- Георги Везенков (1871 – 1911), български свещеник и революционер
- Георгиос Льоляс, гръцки андартски капитан
- Георги Трайков (1898 – 1975), български политик и държавен деец
- Димитър Чочов, свещеник, български активист в годините на Втората световна война, определен от гръцките власти в 1942 година като „български пропагандатор“ и „фанатик“[23]
- Доне Търпенов, български революционер, деец на ВМОРО, жив към 1918 г.[24]
- Кръсте Георгиев, възпитаник от Солунската българска мъжка гимназия (Випуск ΧΙII, 1898)[25]
- Неделко Стоянов Чочев, български революционер
- Павел Мавчев (1875 – 1925), български революционер
- Петър Трайков (1896 – 1964), български революционер
- Стефан Ролев (1865 – 1969), български революционер
- Христо Иванов Домазетовски, български революционер

Починали във Върбени
- Александър Киров Стефанов, български военен деец, поручик, загинал през Първата световна война[26]
- Ив. Георгиев Радиков, български военен деец, запасен подпоручик, загинал през Първата световна война[27]
- Рашо Груев Малкин, български военен деец, подпоручик, загинал през Първата световна война[28]
- Христо Петров Дюлгеров, български военен деец, поручик, загинал през Първата световна война[29]

Други
- Боян Трайков (1932 – 2014), български журналист, по произход от Върбени
- Хараламби Трайков (1923 – 1973), български политик, по произход от Върбени